# 珊瑚礁世界基金會

基金会logo

珊瑚礁世界基金會（The Reef-World Foundation）是一家总部位于英国伦敦的，致力于保护珊瑚生态环境的非营利性组织。在亚太地区，其提出的“臺灣海洋保護計劃”（All Blue Preservation Project）及「綠鰭」行動侧重于確保潛水公司和旅遊服務業定期接受國際認證的環境行為以保护珊瑚礁。

## 绿鳍计划
这项由珊瑚礁世界基金会负责协调、联合国环境规划署与其他伙伴支助的「绿鳍」计划目前已在多地运用。据称，这一计划可以降低成本并保护生物多样性。